# Stefan Bradl
Stefan Bradl   (Augsburg, 29 de novembre de 1989) és un pilot de motociclisme alemany que va guanyar el Campionat del Món de Moto2 de 2011. És fill de Helmut Bradl, un antic pilot de motociclisme que fou subcampió del món de 250cc el 1991.
Stefan Bradl va debutar en Gran Premi a la categoria de 125cc el 2005. El 2007 va guanyar el campionat d'Espanya (CEV) d'aquesta cilindrada. El 2010 va passar competir al mundial de Moto2 i la temporada següent, en què s'hi incorporà Marc Márquez, tots dos van protagonitzar una renyida lluita pel títol. Malgrat que Márquez va obtenir set victòries per les quatre de Bradl, les diverses caigudes i avaries del català van mantenir el resultat en suspens fins al darrer Gran Premi, el GP de la Comunitat Valenciana, on tots dos van arribar amb possibilitats per al títol. En no poder córrer Márquez a Xest per problemes de visió, però, Bradl es va proclamar campió sense ni tan sols haver de córrer la cursa.
Des del 2012, Bradl competeix al campionat de MotoGP, on el seu millor resultat ha estat el setè lloc final a la temporada del 2013.

## Resultats al Mundial de motociclisme
Barem de puntuació de 1993 ençà:
| Posició | 1  | 2  | 3  | 4  | 5  | 6  | 7 | 8 | 9 | 10 | 11 | 12 | 13 | 14 | 15 |
| Punts   | 25 | 20 | 16 | 13 | 11 | 10 | 9 | 8 | 7 | 6  | 5  | 4  | 3  | 2  | 1  |

(Ids. Grans Premis | Llegenda) (Curses en negreta indiquen pole; curses en  itàlica indiquen volta ràpida)
| Any  | Categoria | Moto           | 1       | 2       | 3       | 4       | 5       | 6       | 7       | 8       | 9       | 10      | 11     | 12      | 13     | 14      | 15      | 16      | 17      | 18      | 19    | 20     | Pos | Pts |
| ---- | --------- | -------------- | ------- | ------- | ------- | ------- | ------- | ------- | ------- | ------- | ------- | ------- | ------ | ------- | ------ | ------- | ------- | ------- | ------- | ------- | ----- | ------ | --- | --- |
| 2005 | 125cc     | KTM            | ESP     | POR     | CHN     | FRA     | ITA     | CAT Ret | NED     | GBR     | GER 16  | CZE 15  | JPN    | MAL     | QAT    | AUS     | TUR     | VAL     |         |         |       |        | 35è | 1   |
| 2006 | 125cc     | KTM            | ESP DNQ | QAT 26  | TUR 19  | CHN 20  | FRA 18  | ITA 16  | CAT WD  | NED 31  | GBR Ret | GER 18  | CZE 12 | MAL DNS | AUS    | JPN     | POR     | VAL     |         |         |       |        | 26è | 4   |
| 2007 | 125cc     | Aprilia        | QAT     | ESP     | TUR     | CHN     | FRA     | ITA     | CAT 9   | GBR     | NED 10  | GER 13  | CZE    | SM 7    | POR 6  | JPN 15  | AUS Ret | MAL 13  | VAL Ret |         |       |        | 18è | 39  |
| 2008 | 125cc     | Aprilia        | QAT 3   | ESP 4   | POR 8   | CHN 5   | FRA 6   | ITA 10  | CAT 4   | GBR Ret | NED 12  | GER 2   | CZE 1  | SM Ret  | INP 3  | JPN 1   | AUS 2   | MAL Ret | VAL Ret |         |       |        | 4t  | 187 |
| 2009 | 125cc     | Aprilia        | QAT 8   | JPN 4   | ESP Ret | FRA Ret | ITA 8   | CAT 7   | NED 6   | GER Ret | GBR Ret | CZE 7   | INP 7  | SM 6    | POR 4  | AUS Ret | MAL Ret | VAL Ret |         |         |       |        | 10è | 85  |
| 2010 | Moto2     | Suter          | QAT Ret | ESP 14  | FRA 9   | ITA 14  | GBR Ret | NED 19  | CAT     | GER 9   | CZE 9   | INP Ret | SM 5   | ARA 9   | JPN 7  | MAL 7   | AUS 5   | POR 1   | VAL Ret |         |       |        | 9è  | 97  |
| 2011 | Moto2     | Kalex          | QAT 1   | ESP 5   | POR 1   | FRA 3   | CAT 1   | GBR 1   | NED Ret | ITA 2   | GER 2   | CZE 3   | INP 6  | SM 2    | ARA 8  | JPN 4   | AUS 2   | MAL 2   | VAL Ret |         |       |        | 1r  | 274 |
| 2012 | MotoGP    | Honda          | QAT 8   | ESP 7   | POR 9   | FRA 5   | CAT 8   | GBR 8   | NED Ret | GER 5   | ITA 4   | USA 7   | INP 6  | CZE 5   | SM 6   | ARA Ret | JPN 6   | MAL Ret | AUS 6   | VAL Ret |       |        | 8è  | 135 |
| 2013 | MotoGP    | Honda          | QAT Ret | AME 5   | ESP Ret | FRA 10  | ITA 4   | CAT 5   | NED 6   | GER 4   | USA 2   | INP 7   | CZE 6  | GBR 6   | SM 5   | ARA 5   | MAL DNS | AUS DNS | JPN 5   | VAL 6   |       |        | 7è  | 156 |
| 2014 | MotoGP    | Honda          | QAT Ret | AME 4   | ARG 5   | ESP 10  | FRA 7   | ITA Ret | CAT 5   | NED 10  | GER 16  | INP Ret | CZE 7  | GBR 7   | SM Ret | ARA 4   | JPN 7   | AUS Ret | MAL 4   | VAL 8   |       |        | 9è  | 117 |
| 2015 | MotoGP    | Yamaha Forward | QAT 16  | AME Ret | ARG 15  | ESP 16  | FRA Ret | ITA Ret | CAT 8   | NED Ret | GER     |         |        |         |        |         |         |         |         |         |       |        | 18è | 17  |
| 2015 | MotoGP    | Aprilia        |         |         |         |         |         |         |         |         |         | INP 20  | CZE 14 | GBR Ret | SM 16  | ARA 18  | JPN 18  | AUS 21  | MAL 10  | VAL 18  |       |        | 18è | 17  |
| 2016 | MotoGP    | Aprilia        | QAT Ret | ARG 7   | AME 10  | ESP 14  | FRA 10  | ITA 14  | CAT 12  | NED 8   | GER DNS | AUT 19  | CZE 14 | GBR Ret | SM 12  | ARA 10  | JPN 10  | AUS 11  | MAL 17  | VAL 13  |       |        | 16è | 63  |
| 2018 | MotoGP    | Honda          | QAT     | ARG     | AME     | ESP     | FRA     | ITA     | CAT     | NED     | GER 16  | CZE Ret | AUT    | GBR     | SM Ret | ARA     | THA     | JPN     | AUS     | MAL 13  | VAL 9 |        | 24è | 10  |
| 2019 | MotoGP    | Honda          | QAT     | ARG     | AME     | ESP 10  | FRA     | ITA     | CAT     | NED     | GER 10  | CZE 15  | AUT 13 | GBR     | SM     | ARA     | THA     | JPN     | AUS     | MAL     | VAL   |        | 21è | 16  |
| 2020 | MotoGP    | Honda          | ESP     | ANC     | CZE 18  | AUT 17  | STY 18  | SM 18   | EMI DNS | CAT 17  | FRA 8   | ARA 17  | TER 12 | EUR 12  | VAL 14 | POR 7   |         |         |         |         |       |        | 19è | 27  |
| 2021 | MotoGP    | Honda          | QAT 11  | DOH 14  | POR     | ESP 12  | FRA     | ITA     | CAT     | GER     | NED     | STY     | AUT    | GBR     | ARA    | SM 14   | AME     | EMI     | ALR 15  | VAL     |       |        | 22è | 14  |
| 2022 | MotoGP    | Honda          | QAT     | INA     | ARG 19  | AME     | POR     | ESP Ret | FRA     | ITA     | CAT Ret | GER 16  | NED 18 | GBR 19  | AUT 17 | SM 14   | ARA     | JPN     | THA     | AUS     | MAL   | VAL    | 26è | 2   |
| 2023 | MotoGP    | Honda          | POR     | ARG     | AME Ret | ESP 14  | FRA     | ITA     | GER     | NED 13  | GBR     | AUT     | CAT    | SM 18   | IND 15 | JPN 14  | INA     | AUS     | THA     | MAL     | QAT   | VAL    | 26è | 8   |
| 2024 | MotoGP    | Honda          | QAT     | POR     | AME     | ESP 16  | FRA     | CAT 19  | ITA     | NED     | GER 20  | GBR     | AUT 22 | ARA     | SM 14  | EMI     | INA     | JPN     | AUS     | THA     | MAL   | SLD 22 | 25è | 2   |

## Resultats al Mundial de Superbike
Barem de puntuació de 1993 ençà:
| Posició | 1  | 2  | 3  | 4  | 5  | 6  | 7 | 8 | 9 | 10 | 11 | 12 | 13 | 14 | 15 |
| Punts   | 25 | 20 | 16 | 13 | 11 | 10 | 9 | 8 | 7 | 6  | 5  | 4  | 3  | 2  | 1  |

(Ids. Rondes | Llegenda) (Curses en negreta indiquen pole; curses en  itàlica indiquen volta ràpida)
| Any  | Moto  | 1      | 1      | 2      | 2       | 3     | 3      | 4     | 4      | 5      | 5      | 6       | 6      | 7      | 7      | 8      | 8      | 9       | 9      | 10      | 10      | 11  | 11  | 12  | 12  | 13  | 13  | Pos. | Pts |
| Any  | Moto  | C1     | C2     | C1     | C2      | C1    | C2     | C1    | C2     | C1     | C2     | C1      | C2     | C1     | C2     | C1     | C2     | C1      | C2     | C1      | C2      | C1  | C2  | C1  | C2  | C1  | C2  | Pos. | Pts |
| ---- | ----- | ------ | ------ | ------ | ------- | ----- | ------ | ----- | ------ | ------ | ------ | ------- | ------ | ------ | ------ | ------ | ------ | ------- | ------ | ------- | ------- | --- | --- | --- | --- | --- | --- | ---- | --- |
| 2017 | Honda | AUS 15 | AUS 15 | THA 10 | THA Ret | SPA 9 | SPA 12 | NED 6 | NED 10 | ITA 10 | ITA 14 | GBR Ret | GBR 11 | ITA NC | ITA 10 | USA 11 | USA 11 | GER DNS | GER 13 | POR Ret | POR DNS | FRA | FRA | SPA | SPA | QAT | QAT | 14è  | 67  |